# Höxter
Höxter je město v Německu s téměř 30 000 obyvateli. Je sídlem stejnojmenného zemského okresu ve spolkové zemi Severní Porýní-Vestfálsko a leží ve Veserské vysočině 200 km severovýchodně od Düsseldorfu. Městské části jsou: Albaxen, Bosseborn, Bödexen, Brenkhausen, Bruchhausen, Fürstenau, Godelheim, Lüchtringen, Lütmarsen, Ottbergen, Ovenhausen a Stahle.
V roce 775 je připomínána villa regia Huxori jako místo, kde Karel Veliký porazil Sasy. Městská práva byla udělena v roce 1250 a v roce 1295 se město přidalo k hanze. Höxter těžil z polohy na důležité cestě Hellweg a řece Vezeře.
Dne 19. září 2005 se na náměstí odpálil sebevrah, výbuch poničil okolní domy a vyžádal si tři mrtvé a více než třicet raněných.
Hlavním průmyslovým podnikem je gumárenská firma Optibelt. Existuje zde také cementárenský a textilní průmysl, pivovar Brauerei Hermann Krekeler zanikl v sedmdesátých letech a vodní mlýn Obermühle Höxter byl adaptován na restauraci. Ve městě sídlí posádka Bundeswehru. Koná se zde kulinářský festival Fischer- und Flößertage.
Nejvýznamnější památkou je Klášter Corvey z roku 822, zapsaný v roce 2014 na seznam Světové dědictví. Dochovalo se množství hrázděných domů ve stylu severské renesance a protestantský kostel svatého Kiliána založený v jedenáctém století.
Město je jedním ze sídel Technische Hochschule Ostwestfalen-Lippe.
Je zde pohřben básník August Heinrich Hoffmann von Fallersleben. Wilhelm Raabe o městě napsal historickou povídku Höxter a Corvey, pojednávající o pronásledování Židů v sedmnáctém století.